# Мир Апу
«Мир Апу» (бенг. অপুর সংসার, Apur Sansar) — фильм бенгальского режиссёра Сатьяджита Рая, заключительная часть так называемой «трилогии Апу», повествующая о взрослой жизни главного героя. В этом фильме впервые снялись актёры Сумитра Чаттерджи и Шармила Тагор, в дальнейшем появлявшиеся во многих фильмах Рая.

## Сюжет
Апурба Кумар Рой (Апу), безработный выпускник колледжа, живёт в Калькутте в съёмной комнате. Из-за бедности он не может поступить в университет. Он также не может найти постоянную работу и зарабатывает на жизнь частными уроками. Апу мечтает стать писателем и пишет роман, частично основанный на своей собственной жизни, в надежде когда-нибудь опубликовать его. Однажды он встречает своего старого друга Пулу, который приглашает его в деревню на свадьбу своей двоюродной сестры Апарны. В день свадьбы неожиданно выясняется, что жених сумасшедший, и свадьбу приходится отменить. По индуистской традиции считается, что если свадьба не состоится в назначенный час, то невеста будет проклята и уже никогда не сможет выйти замуж. Пулу и односельчане Апарны уговаривают Апу занять место жениха. Апу женится на девушке и увозит её в Калькутту, где с помощью Пулу поступает на канцелярскую должность. Между молодыми супругами возникает чувство, которое постепенно перерастает в любовь. Но счастье длится недолго: Апарна умирает при родах. Потрясённый горем Апу отказывается от сына, считая его виновником смерти жены. Он уезжает из Калькутты и путешествует по Индии. Не найдя ни сил, ни вдохновения, чтобы закончить свой роман, Апу выбрасывает рукопись в пропасть. Тем временем его сын Каджал растёт у родителей матери диким и непослушным ребёнком.
Спустя пять лет Пулу находит Апу, который стал горнорабочим, и уговаривает его взять на себя заботу о мальчике. Апу возвращается к реальности и решает воссоединиться с сыном. Поначалу Каджал не признаёт в Апу отца, однако в конце концов принимает его как друга. Апу вместе с сыном возвращается в Калькутту, чтобы начать жизнь сначала.

## В ролях
- Сумитра Чаттерджи — Апурба Кумар Рой (Апу)
- Шармила Тагор — Апарна
- Свапан Мукерджи — Пулу
- Алок Чакраварти — Каджал
- Абхиджит Чаттерджи — брат Апарны
- Дхиреш Маджумдар — Сасинараян
- Сефалика Деви — жена Сасинараяна
- Беларани Деви — соседка Апу
- Дхирен Гхош — домовладелец

## Производство
Сатьяджит Рай хотел, чтобы в «Мире Апу», как и в предыдущих частях трилогии, снимались непрофессиональные актёры. Сумитра Чаттерджи пробовался на роль Апу ещё в «Непокорённом», но не подошёл, так как был значительно старше своего героя. Теперь Рай вспомнил о нём и снова предложил ту же роль уже в новом фильме. Как вспоминает Сумитра, он присутствовал на съёмках фильма «Музыкальная комната» и уже собирался уходить, когда к нему подошёл Рай и представил его актёру Чхаби Бисвасу как исполнителя роли Апу в своём следующем фильме. Найти исполнительницу роли Апарны было нелегко. На роль пробовались более тысячи девушек в возрасте от 15 до 17 лет, но ни одна из них не подошла. Затем режиссёру рассказали о Шармиле Тагор, которая в то время выступала в танцевальной труппе детского театра. Она прошла пробы и была утверждена на роль.
На съёмочной площадке Раю пришлось подробно расписывать каждый её шаг и жест, так как на тот момент она ничего не знала об актёрском мастерстве, и даже носить сари ей пришлось срочно учиться у жены режиссёра.

## Награды

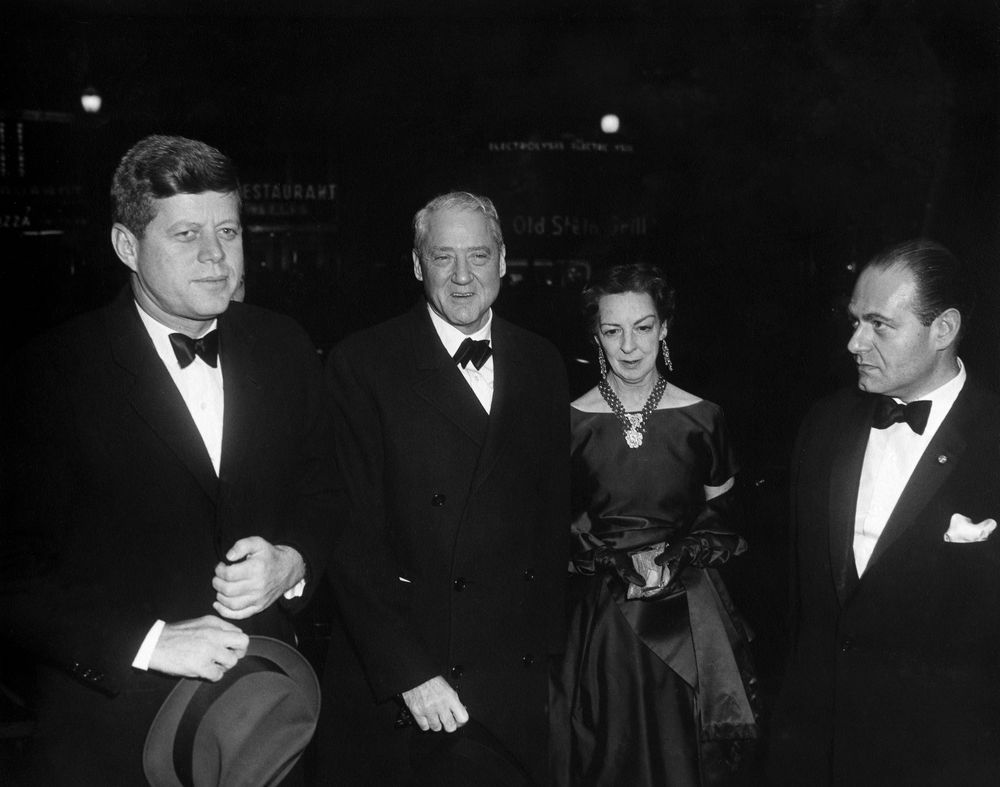
Президент США Джон Ф. Кеннеди прибывает в театр Дюпон в Вашингтоне, округ Колумбия, на показ фильма, 16 февраля 1961 года.

- Национальная кинопремия за лучший художественный фильм[4]
- Премия Национального совета кинокритиков США за лучший фильм на иностранном языке[5]